# Свободный (Кемеровская область)
Свобо́дный — посёлок в Прокопьевском районе Кемеровской области. Входит в состав Сафоновского сельского поселения.

## География
Центральная часть населённого пункта расположена на высоте 420 м над уровнем моря.

## Население
| 2010 |
| ---- |
| 349  |

### Половой состав
По данным Всероссийской переписи населения 2010 года, в посёлке Свободный проживало 349 человек (180 мужчин, 169 женщин).